# 애월읍
애월읍(涯月邑)은 제주특별자치도 제주시 서부에 있는 읍이다. 면적은 202.16km2로 제주특별자치도 전체의 10%를 차지하고, 제주시의 읍면 가운데에서 가장 면적이 넓다., 인구는 외국인을 제외하고 2019년 12월 31일을 기준으로 16,163세대, 36,233명이다. 읍 소재지는 애월리이다.

## 개요
일제강점기인 1914년 면소재지를 신엄리에서 애월리로 변경하였다. 1935년 신우면을 애월면으로 개칭하였다. 1980년 12월 대통령령 제10050호로 읍으로 승격하게 된다.
2006년 7월 1일에는 제주특별자치도가 출범함에 따라 제주시 애월읍이 되었다.

## 행정 구역
| 법정리   | 한자명   | 행정리   | 자연마을                                       | 비고                          |
| -------- | -------- | -------- | ---------------------------------------------- | ----------------------------- |
| 고내리   | 高內里   | 고내리   | 본동, 서동                                     |                               |
| 고성리   | 古城里   | 고성1리  | 본동                                           |                               |
| 고성리   | 古城里   | 고성2리  | 양잠단지                                       |                               |
| 곽지리   | 郭支里   | 곽지리   | 상동, 하동                                     |                               |
| 광령리   | 光令里   | 광령1리  | 본동, 사라동, 남죽동                           |                               |
| 광령리   | 光令里   | 광령2리  | 본동                                           |                               |
| 광령리   | 光令里   | 광령3리  | 본동                                           |                               |
| 구엄리   | 舊嚴里   | 구엄리   | 상동, 하동, 모감동                             |                               |
| 금성리   | 錦城里   | 금성리   | 상동, 하동                                     |                               |
| 납읍리   | 納邑里   | 납읍리   | 동동, 서동, 하동                               |                               |
| 봉성리   | 鳳城里   | 봉성리   | 구몰동, 신명동, 중하동, 서성동, 동계동, 화전동 |                               |
| 상가리   | 上加里   | 상가리   | 본동, 서동, 원동                               |                               |
| 상귀리   | 上貴里   | 상귀리   | 소앵동, 광석동, 신상동                         |                               |
| 소길리   | 召吉里   | 소길리   | 본동                                           |                               |
| 수산리   | 水山里   | 수산리   | 예원동, 상동, 당동, 하동                       |                               |
| 신엄리   | 新嚴里   | 신엄리   | 본동, 서동, 윤남동                             |                               |
| 애월리   | 涯月里   | 애월리   | 동상동, 동하동, 서상동, 서하동                 | 읍사무소 소재지               |
| 어음리   | 於音里   | 어음1리  | 부면동, 계원동                                 |                               |
| 어음리   | 於音里   | 어음2리  | 동동, 서동                                     |                               |
| 용흥리   | 龍興里   | 용흥리   | 상동, 하동                                     | 지적공부 상으로는 신엄리 소속 |
| 유수암리 | 流水巖里 | 유수암리 | 본동, 사라동, 개척단지                         |                               |
| 장전리   | 長田里   | 장전리   | 본동, 양전동                                   |                               |
| 중엄리   | 中嚴里   | 중엄리   | 본동                                           | 지적공부 상으로는 신엄리 소속 |
| 하가리   | 下加里   | 하가리   | 본동                                           |                               |
| 하귀1리  | 下貴1里  | 하귀1리  | 관전동, 고수동, 군항동, 안남동, 남주동         |                               |
| 하귀2리  | 下貴2里  | 하귀2리  | 미수동, 가문동, 번대동, 답동, 학원동           |                               |

## 관광
- 곽지해수욕장
- 애월해안도로
- 한담해변
- 삼별초 항몽유적지
- 오름군(새별오름, 녹고메, 바리메)

## 교육
- 곽금초등학교
- 광령초등학교
- 구엄초등학교
- 납읍초등학교
- 더럭초등학교
- 물메초등학교
- 애월초등학교
- 어도초등학교
- 장전초등학교
- 하귀일초등학교
- 하귀초등학교
- 귀일중학교
- 신엄중학교
- 애월중학교
- 애월고등학교
- 제주외국어고등학교

## 언론
- 제주극동방송

## 항만
- 애월항
- 고내항 - 어촌정주어항으로 '고내포구'라고도 한다.